# Taylor Rotunda
Taylor Rotunda (Brooksville (Florida), 25 mei 1990) is een Amerikaans professioneel worstelaar die actief is in de WWE als Bo Dallas waar hij ook worstelt op NXT Wrestling.
Taylor Rotunda is een derde generatie professioneel worstelaar. Zijn grootvader Blackjack Mulligan, vader Mike Rotunda en ooms Barry en Kendall Windham waren professioneel worstelaars. Zijn broer Windham, beter bekend als Bray Wyatt, was ook een professioneel worstelaar. (overleden op 24 augustus 2023)

## Prestaties
- Florida Championship Wrestling
  - FCW Florida Heavyweight Championship (3 keer)
  - FCW Florida Tag Team Championship (2 keer met Duke Rotundo/Husky Harris)
- NXT Wrestling
  - NXT Championship (1 keer)